# Parentesco lingüístico
El parentesco lingüístico o parentesco filogenético entre lenguas se refiere a la existencia de una relación histórica entre dos lenguas consistente en que ambas lenguas son el resultado de la evolución histórica divergente a partir de un antecesor común. Por ejemplo las lenguas romances guardan un parentesco filogenético entre sí porque todas ellas derivan del latín que es su antecesor común.

## Introducción
La comparación sistemática de las lenguas del mundo mediante los métodos de la lingüística histórica ha permitido probar que la mayoría de las lenguas están emparentadas con otras lenguas. Es decir, se ha podido probar que para la mayoría de lenguas existen otras lenguas cuyas similitudes no son producto del azar o del contacto estrecho entre las mismas sino fruto de proceder de una misma fuente. Sin embargo, algunas pocas lenguas, unas pocas decenas de las más de 6000 conocidas, son lenguas aisladas para las que no ha podido probarse ningún parentesco de manera concluyente.
Estas relaciones de parentesco hace que las lenguas puedan clasificarse en grupos o familias de lenguas, para las que frecuentemente puede reconstruirse de manera fidedigna un origen común o "lengua madre" de la familia o proto-lengua. El estudio sistemático de muchas familias ha permitido reconstruir las diversas protolenguas o lenguas ancestrales que por diversificación habrían dado lugar a diversas familias. Dicha reconstrucción  parte de las similitudes observadas entre las lenguas de una misma familia, las cuales mediante el método comparativo permiten frecuentemente establecer correspondencias fonéticas regulares las cuales son la prueba inequívoca de parentesco cuando se repiten por doquier en el vocabulario y la gramática de las lenguas comparadas.
En ocasiones se han usado los parecidos tipológicos para relacionar lenguas, pero es bien sabido que por sí mismo el parecido tipológico no indica relación filogenética, ya que las lenguas en contacto suelen converger ocasionalmente en sus rasgos tipológicos, aunque más difícilmente muestran correspondencias fonéticas regulares o morfemas ligados comunes. También es conocido que las lenguas tienden a adoptar patrones tipológicos consistentes, como colocar el núcleo al final o al inicio, alineando con ese rasgo otras partes de la gramática. Por eso un puñado de rasgos tipológicos coincidentes no son buenos indicativos de un genuino parentesco. E incluso en ocasiones lenguas genéticamente relacionadas evolucionan a configuraciones tipológicas muy diferentes, aun cuando el parentesco sigue siendo rastreable en el léxico.

## Identificación del parentesco
El parentesco de un conjunto de lenguas no siempre es sencillo de determinar. Esto puede suceder porque las lenguas emparentadas se hayan extendido por un área muy grande en un proceso que se remonte a varios milenios atrás, de tal manera que la evolución lingüística azarosa haga difícil reconocer el parentesco ya que en general el efecto acumulado del cambio lingüístico es de tipo divergente, haciendo cada vez más disimilares las lenguas.
El parentesco de dos lenguas queda inequívocamente probado cuando se identifica el ancestro común de dos lenguas. Sin embargo, el ancestro común a la mayoría de familias no es conocido directamente, ya que los ancestros comunes de las lenguas actuales se remonta a siglos o milenios atrás. Sólo en casos excepcionales en los que se dispone de abundante documentación histórica conocemos sobre el ancestro común, así resulta evidente que las lenguas romances derivaron de alguna variante de latín o que las lenguas indoarias derivaron de una lengua cercana al sánscrito.
El método más seguro de probar el parentesco en ausencia de documentación histórica explícita que permita conocer el ancestro común, es la existencia de correspondencias fonéticas regulares entre los sonidos de una lengua. Para ello es necesario compilar una lista amplia de palabras con el mismo significado o parecido, cuya forma fonética sea también similar, a esto se le llama lista de cognados (cuando se prueba que efectivamente están relacionados y el azar puede descartarse como explicación de las similitudes). A partir de ahí se buscan que sonidos relacionables articulatoriamente estén regularmente correlacionados en dos o más lenguas, es decir, que la aparición de un cierto sonido en una posición de la palabra vaya acompañada regularmente de un sonido similar en la otra lengua. Cuando una correspondencia es altamente regular y aparece una y otra vez, e incluso es posible formular una regla sobre las variantes se tiene una prueba clara de parentesco.
El punto que no está claro es cuántos ejemplos de cada correspondencia deben encontrarse para aceptar que su regularidad, o qué extensión debe tener la lista de cognados para dar por probado un parentesco. La cantidad de documentación sobre una familia, la variedad y antigüedad de los documentos y el propio tamaño de la familia hacen que el número de cognados que han permitido identificar las diversas familias varíe mucho. Para las familias mejor conocidas como la familia indoeuropea o la familia dravídica las listas de cognados incluyen miles de raíces y numerosos morfemas. Aunque típicamente para la mayoría de familias las listas de cognados son de unos pocos centenares de cognados. Y para algunas familias mal conocidas o cuyo parentesco se ha propuesto pero no se da por seguro puede ser de unas pocas decenas. 

## Reconstrucción y clasificación interna
En las familias mejor conocidas, la gran cantidad de cognados y de documentación existente permite, mediante los métodos de la lingüística histórica, recuperar bastantes de las características del ancestro común de lenguas relacionadas aplicando el método comparativo – un procedimiento de reconstrucción desarrollado en el siglo XIX. Además las correspondencias fonéticas permiten entre las diferentes lenguas permite ver que algunas lenguas comparten algunos de los cambios y otros no. La secuencia de cambios observados mediante las correspondencias permite a veces esbozar un árbol filogenético que ayuda a entender la historia de diversificación interna de la familia. Esa clasificación interna frecuentemente permite conocer la cronología relativa de las migraciones y los contactos entre diferentes grupos y las influencias culturales con hablantes de otras lenguas.